# Бучушкан, Гаврил Иванович
Бучушкан, Гаврил Иванович (рум. Gavril Buciușcan) — молдавский советский политик.
В 1917—1918 годах он был членом Сфатул Цэрий. На собрании, на котором проголосовали Бессарабия и Румыния, Бучушкан воздержался от голосования. Он был одним из авторов мемориала, который требовал автономии Бессарабии, когда она была ликвидирована румынскими властями. Разочаровавшись в политике румынских властей, он прошел Днестр. Он служил комиссаром по вопросам образования МАССР. Он был казнен во время сталинских чисток.